# 船後正道
船後 正道（ふなご まさみち、1921年（大正10年）1月25日 - 2013年（平成25年）9月3日）は日本の大蔵官僚。経済企画庁長官官房長、環境庁企画調整局長、環境事務次官、日本環境協会理事長、中小企業金融公庫副総裁、同公庫総裁、全国労働金庫協会理事長などを歴任。

## 来歴
奈良県出身。東京帝国大学法学部政治学科卒業。東京帝大法学部政治学科在学中に高等試験行政科を合格。1943年9月 大蔵省入省。資金局属。1946年2月 富山税務署長。1961年7月1日 主計局主計官兼主計局総務課（企画担当）。1962年6月1日 主計局主計官（厚生・労働担当）。1965年6月28日 主計局総務課長。1966年7月22日 近畿財務局長。1967年8月18日 主計局次長（末席）。1969年8月15日 主計局次長（筆頭）。1970年6月12日 経済企画庁長官官房長。
1971年7月1日 環境庁企画調整局長。1973年7月27日 環境事務次官。1975年7月8日 退官。
1977年3月 日本環境協会理事長。1978年9月 中小企業金融公庫副総裁。同年12月 同公庫総裁（〜1982年11月）。1983年5月 全国労働金庫協会理事長。1993年5月 同協会特別顧問。1995年5月 同相談役（〜1997年5月）。2013年9月3日 肺炎のため死去。

## 略歴
- 1943年9月：大蔵省入省。資金局属[1]。
- 1943年9月：辞職。
- 1943年9月：海軍主計尉官・海軍経理学校付。
- 1944年1月：海軍経理学校補修学生。
- 1944年3月：海軍主計中尉。
- 1944年7月：横須賀鎮守府付・海軍省大臣官房調査課派遣勤務。
- 1945年3月：海軍主計大尉。
- 1945年3月：海軍省軍需局糧食生産班。
- 1945年11月：予備役。
- 1945年12月：主税局。
- 1946年2月：富山税務署長。
- 1947年12月20日：大阪財務局。
- 1948年8月：大阪財務局総務部総務課長。
- 1948年12月：主税局。
- 1949年6月1日：国税庁総務部人事課員。
- 1950年6月：国税庁総務部人事課長補佐。
- 1952年4月1日：大臣官房。
- 1952年8月16日：主計局主計官補佐（保安係主査）。
- 1954年5月8日：主計局主計官補佐（保安係主査） 兼 総理府内閣総理大臣官房調査室。
- 1954年6月1日：主計局主計官補佐（保安係主査） 兼 総理府内閣総理大臣官房調査室調査官。
- 1955年9月1日：人事院事務局給与局給与第二課長。
- 1957年7月1日：主計局主計官（防衛担当）。
- 1959年8月1日：主計局給与課長。
- 1961年7月1日：主計局主計官 兼 主計局総務課（企画担当）。
- 1962年6月1日：主計局主計官（厚生・労働担当）。
- 1965年6月28日：主計局総務課長。
- 1966年7月22日：近畿財務局長。
- 1967年8月18日：主計局次長（末席）（厚生・労働担当）[4]。
- 1969年8月15日：主計局次長（筆頭）（厚生・労働、地方財政、補助金、文部、科学技術担当）[4][5]。
- 1970年6月12日：経済企画庁長官官房長。
- 1971年7月1日：環境庁企画調整局長。
- 1973年7月27日：環境事務次官。
- 1975年7月8日：退官。